# Nová radnice (Brno)
Nová radnice (dříve Stavovský dům či Zemský dům) v Brně se nachází na Dominikánském náměstí v komplexu barokních budov, které původně sloužily pro potřeby moravské zemské správy. Jako radnice budovy slouží od roku 1935, předtím bylo sídlo městské správy v tzv. Staré radnici, která je dnes využívána pro kulturní účely. V Nové radnici sídlí brněnský primátor a magistrát.

## Historie

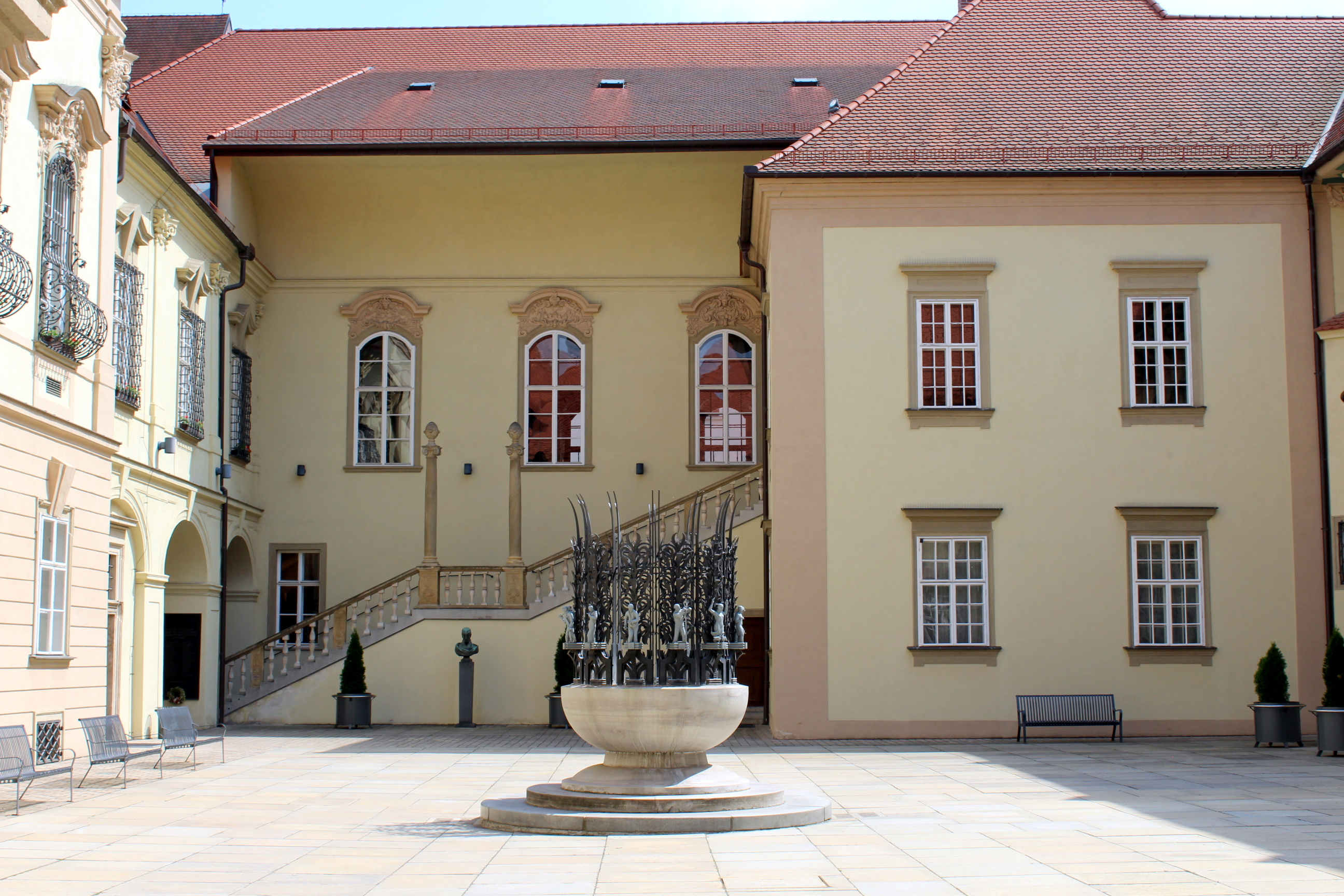
Renesanční schodiště na velkém nádvoří Nové radnice

### Vznik stavovského sídla
Budova dnešní Nové radnice je úzce spojena s dominikánským klášterem, který začal vznikat vedle staršího kostela svatého Michala ve 13. století. První dominikáni jsou v Brně doloženi v roce 1240, koncem 40. let 13. století začali budovat svůj klášter. Z počátků výstavby pochází západní rameno křížové chodby (u ostatních ramen byly postaveny jen obvodové zdi) a místnost, která s největší pravděpodobností byla kapitulní síní (jiné názory hovoří o refektáři). Zřejmě již od druhé poloviny 13. století se v této kapitulní síni občas konala sněmovní a soudní jednání moravské země (mimo jiné i tzv. provinciální soudy), většinou však probíhala na Špilberku. Brněnské, znojemské, jihlavské a jemnické provinciální soudy sloučil v roce 1348 Karel IV. do jednoho zemského soudu v Brně, který již zasedal v dominikánské kapitulní síni.
Malá místnost v dominikánském klášteře ve druhé polovině 16. století již stavům nevyhovovala a sněm proto v roce 1578 rozhodl o výstavbě nových prostor, které se měly nacházet v prvním patře kláštera, nad kapitulní síní a přilehlými rameny ambitu. Stavbu provedl v letech 1582–1585 italský stavitel Pietro Gabri společně se svým bratrem Antoniem, kteří se do Brna kolem roku 1570 přestěhovali. Nová renesanční sněmovní část se nachází v prvním patře severního a západního křídla křížové chodby a tvoří ji čtyři místnosti: Sněmovní sál, Rytířský sál a dvě místnosti pro výslechy svědků a porady duchovenstva a měšťanů. Přístup k nim byl zřízen po dodnes zachovaném venkovním schodišti, které ze severní strany přiléhá ke zdi kapitulní síně. Zároveň Gabri postavil arkády (či podloubí) s hodinovou věží na východním okraji klášterní zahrady (ta se nacházela v místech dnešní Nové radnice) směrem do Rybného trhu (dnes Dominikánské náměstí).
Tehdejší Zemský dům, což byla de facto jen nástavba části prvního patra kláštera, přestal kapacitně postačovat ve 30. letech 17. století, kdy král Ferdinand II. vytvořil tzv. Královský tribunál a jeho syn Ferdinand III. sloučil veškerou zemskou (brněnskou a olomouckou) správu do Brna, které se tak definitivně stalo hlavním městem Moravy. Úvahy o rozšíření budovy byly přerušeny obléháním Brna ve 40. letech a následným nedostatkem financí. Teprve v roce 1666 byla zahájena stavba nového tribunálního domu (podle plánů Ondřeje Erny postavil Pavel Weinberger) v klášterní zahradě přibližně v místech dnešního křídla, které odděluje první a druhé nádvoří Nové radnice. Budova byla dokončena v roce 1672 a s areálem kláštera spojena jednopatrovou budovou podél hradeb.
Koncem 17. století byla, vzhledem k potřebám dalších prostor, v duchu manýrismu přestavěna budova spojující klášter a sněmovnu s tribunálním domem. Stavitel Mikuláš Stumbeck rovněž odstranil věž a nárožní rizality z tribunálního domu. Ten byl v roce 1717 zcela zbořen a do roku 1719 nahrazen novostavbou, kterou zrealizoval Mořic Grimm a která se v podobě křídla oddělujícího obě nádvoří dochovala dodnes. Fasáda byla upravena do podoby Stumbeckovy přestavby západního křídla. Dnešní hlavní průčelí do Dominikánského náměstí (tehdy Rybného trhu) na místě renesančních arkád postavil Mořic Grimm v letech 1726–1729, další úpravy v barokním duchu byly v letech 1732–1733 realizovány ve starém Sněmovním sále. Stavební vývoj Zemského domu byl ukončen v letech 1772–1776, kdy byla postavena nová křídla severně od stávající budovy, čímž vzniklo menší druhé nádvoří.

### Osudy Zemského domu po roce 1784

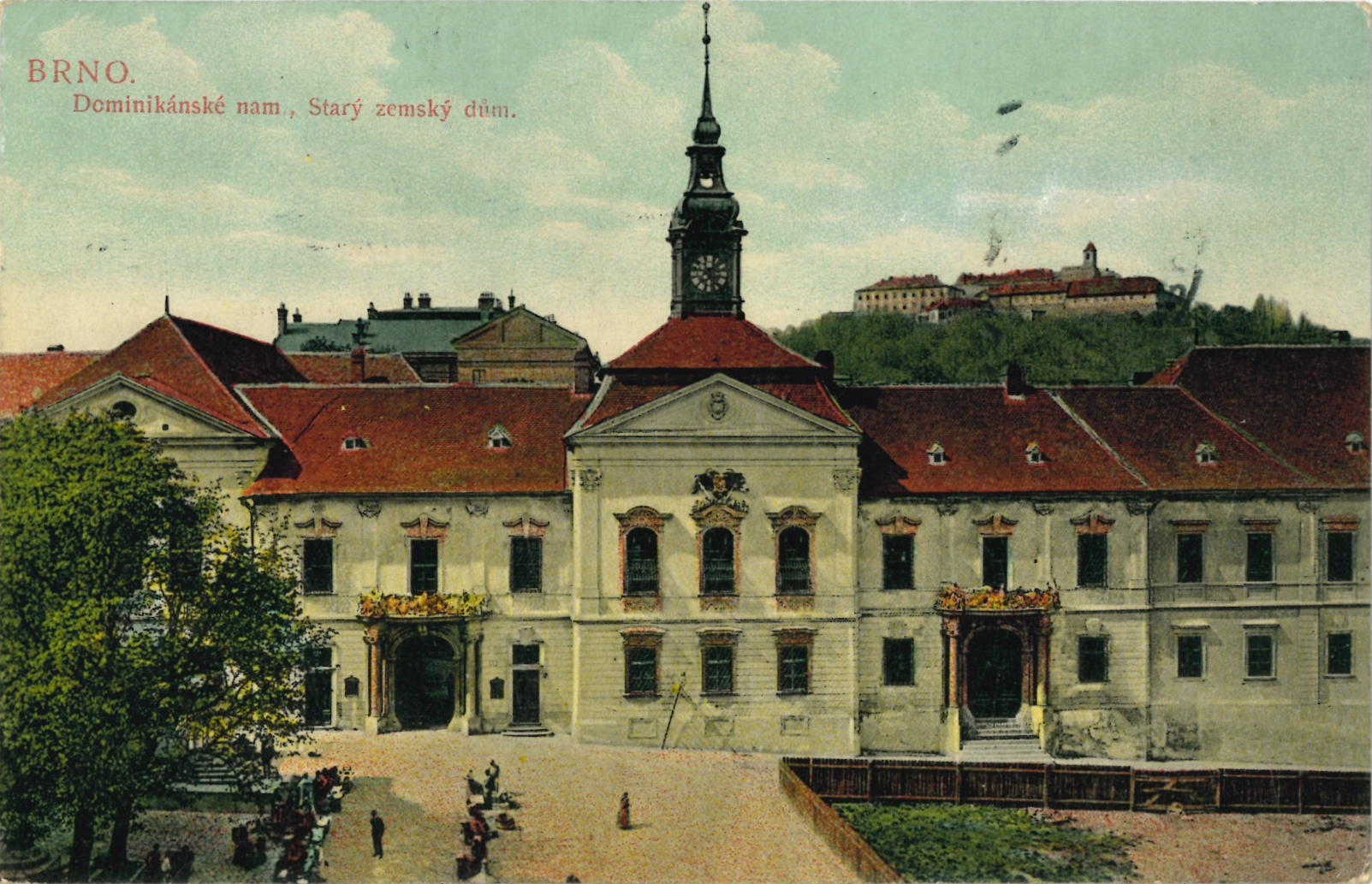
Starý zemský dům v Brně

Stavy musely Zemský dům opustit v roce 1784, kdy jej společně s dominikánským klášterem obsadila armáda, která zde zřídila sklady; vnitřní výzdoba byla silně poničena. Zemský výbor odkoupil objekt zpět v roce 1869, vzhledem k rozhodnutí o stavbě nového Zemského domu byl areál o pět let později odprodán městu Brnu. V této době se zde nacházela veřejná kuchyně, některé části byly poté městem pronajaty gymnáziu či jiným veřejným spolkům. Začaly se zde objevovat i první městské úřady, neboť areál tehdejší radnice již nepostačoval. Díky památkáři Mořici Trappovi byla již od roku 1886 obnovována a restaurována některá vnitřní výzdoba.

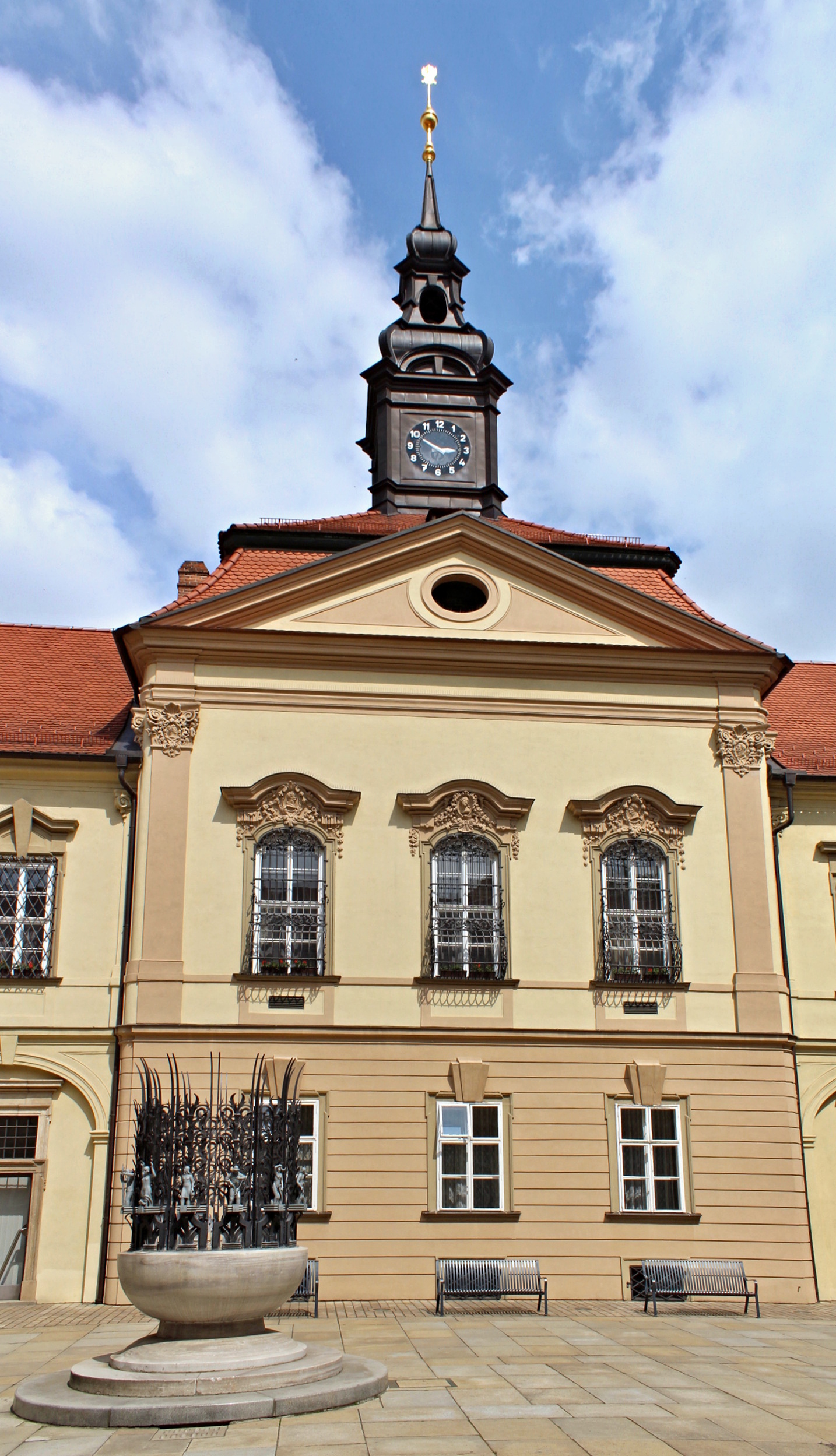
Nádvorní průčelí s kašnou z roku 1928

Začátkem 20. století byly v Zemském domě instalovány portály ze zbořených městských domů: průchod z malého do velkého nádvoří lemuje renesanční portál z domu nám. Svobody 10 (přenesen 1900), průjezd z malého nádvoří do Husovy ulice je ozdoben barokním portálem z domu Běhounská 8 (1900). Portál z Husovy ulice na malé nádvoří pochází z domu Radnická 9 a na Zemský dům byl osazen v roce 1910. V roce 1935 byla na velkém nádvoří instalována kašna od Josefa Stejkala a J. Peška, vytvořená pro Výstavu soudobé kultury, jež se konala na novém brněnském výstavišti v roce 1928. O rok později byla pod venkovním renesančním schodištěm odhalena busta Karla staršího ze Žerotína od Vincence Makovského.
V letech 1934–1935 byl objekt upraven podle projektu Josefa Poláška jako definitivní sídlo městských úřadů, od té doby je areál označován jako Nová radnice. Za druhé světové války byla kašna z nádvoří Nové radnice přemístěna na dnešní Janáčkovo náměstí, po válce však byla z rozhodnutí Národního výboru města Brna vrácena zpět, do průjezdu z Dominikánského náměstí na velké nádvoří byla instalována pamětní deska se jmény zastupitelů města a městských zaměstnanců, kteří se stali oběťmi německé okupace. Po válce začalo město přemýšlet o stavbě dalších budov, ve kterých se měly nacházet veškeré městské úřady. Původně se uvažovalo o dostavbě směrem k Husově ulici, později (až do 80. let) se počítalo s novými objekty severně od současné Nové radnice, v Panenské ulici. Žádný projekt však nebyl především z důvodu nedostatku finančních prostředků realizován.
Po sametové revoluci přešly do majetku města různé budovy, jež jsou od 90. let využity pro různé městské úřady. Projekt rozšíření Nové radnice byl proto definitivně zavržen a od 80. let je areál postupně rekonstruován. Renovace vyvrcholila v roce 2004 obnovou fresek ve Sněmovním sále.

## Současnost

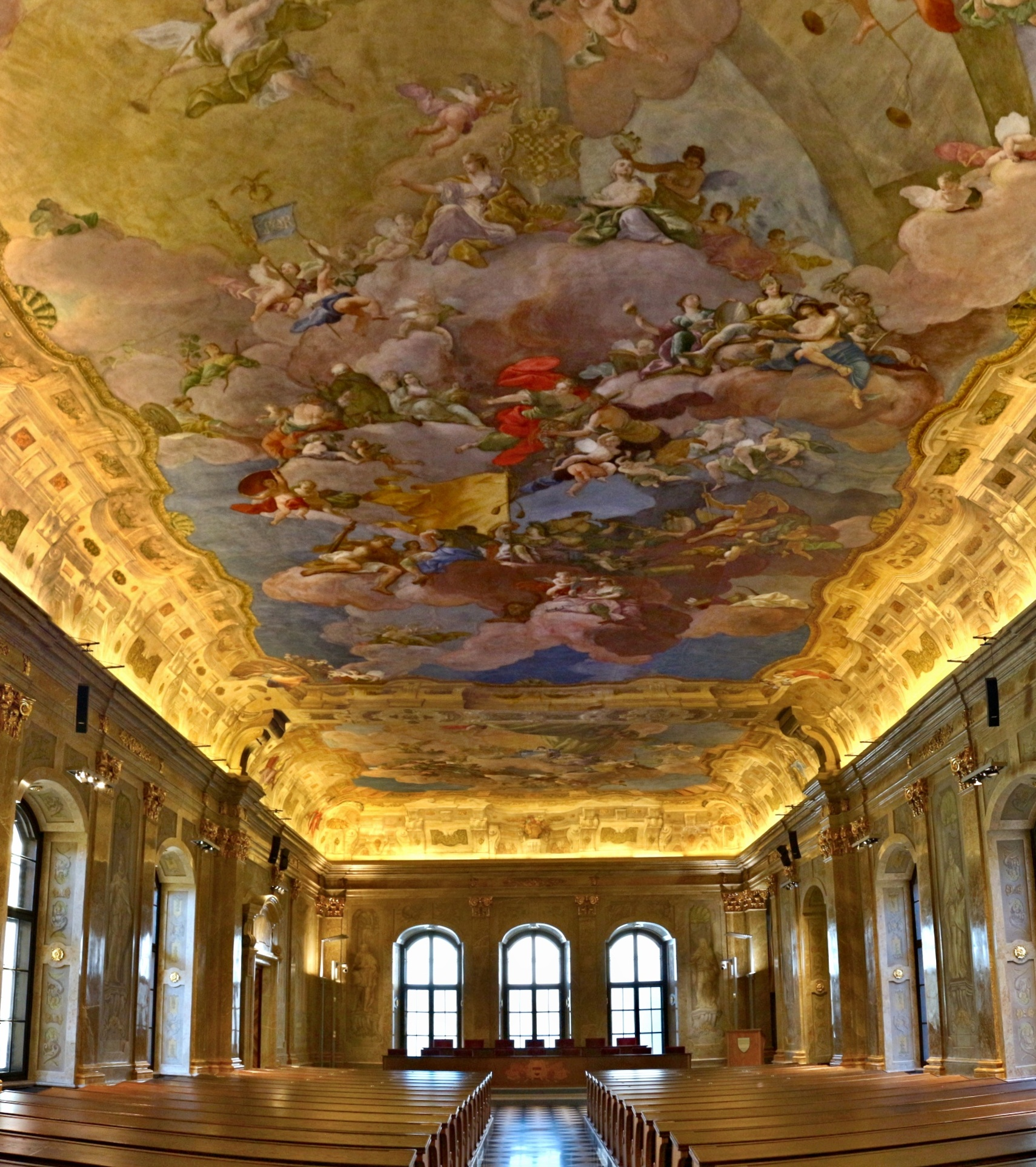
Sněmovní, později Zastupitelský sál radnice

Areál Nové radnice je od 23. března 1964 zapsán mezi kulturní památky. Objekt slouží jako sídlo Magistrátu města Brna, brněnského primátora, konají se zde jednání Rady města Brna a městského zastupitelstva. Nová radnice je také využívána jako reprezentační objekt pro významné zahraniční návštěvy. V Rytířském sále, vyzdobeném obrazem Radosti venkovského života od Antonína Procházky, jsou pořádány svatby.
Brněnští radní odsouhlasili v roce 2018 postup projektu ohledně zřízení nového sídla magistrátu. Porovnávala se rizika stavby a přínosy fungování budoucího úřadu ve dvou možných variantách: modernizace stávajících 15 budov, které brněnský magistrát využívá, nebo výstavba nové jediné budovy. Z ekonomického hlediska se varianty od sebe skoro vůbec nelišily, ale z přínosu pro občany a kvality poskytovaných služeb byla podle radních lepší výstavba nové budovy. Ta by měla stát v místě dlouhodobě plánovaného, ale dosud nerealizovaného CD Paláce v Benešově ulici. Město chtělo od firmy, která tuto stavbu chystalo, odkoupit pozemky i projekt budovy, aby byla příprava rychlejší. V případě stavby nového sídla měly být staré budovy magistrátu odprodány. Novou radnici na Dominikánském náměstí si město hodlalo pondechat pro reprezentační účely a svatby.

## Fotogalerie

Portréty ve sněmovním sále zobrazují moravské markraběcí Habsburky v letech 1526–1740
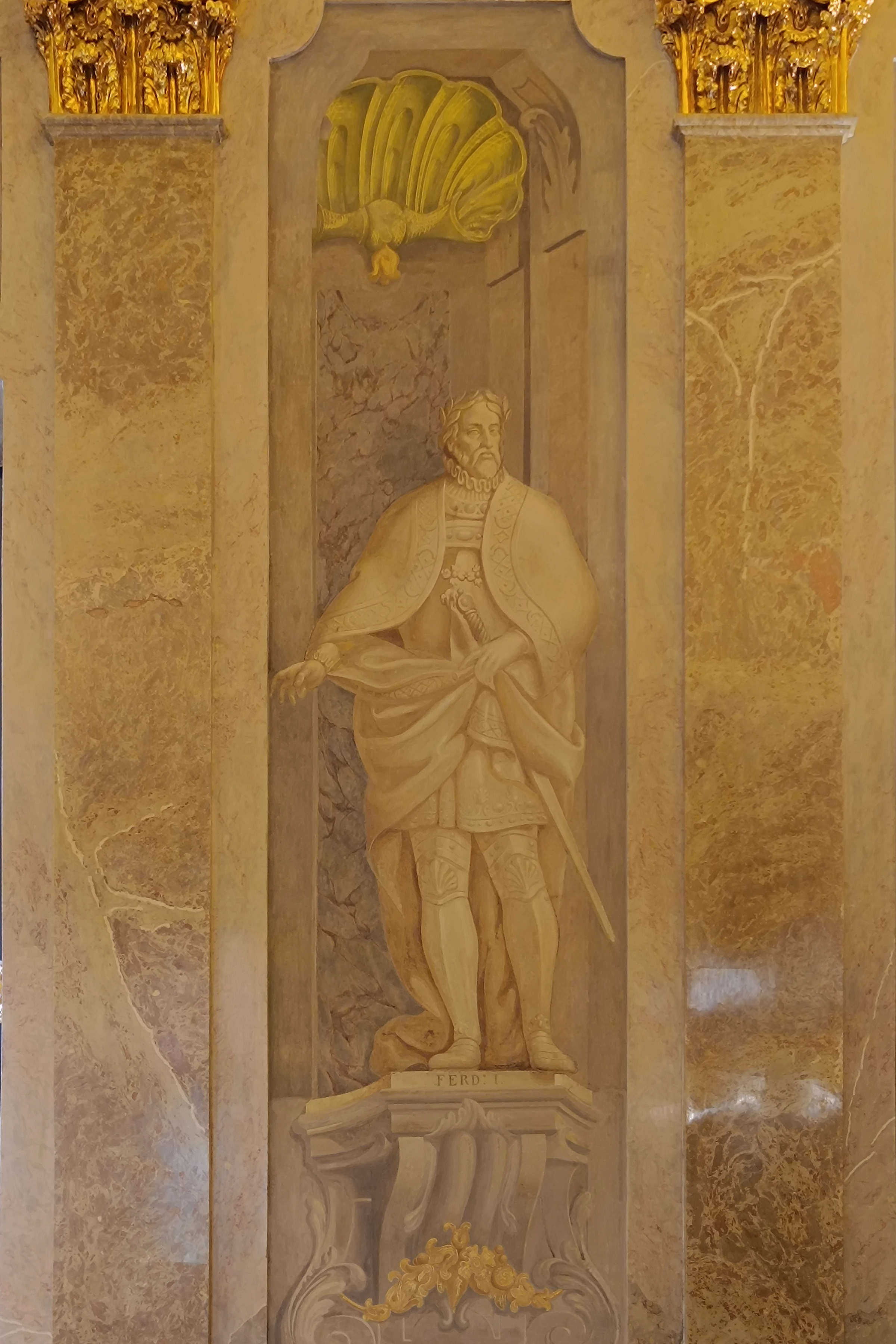
Ferdinand I.
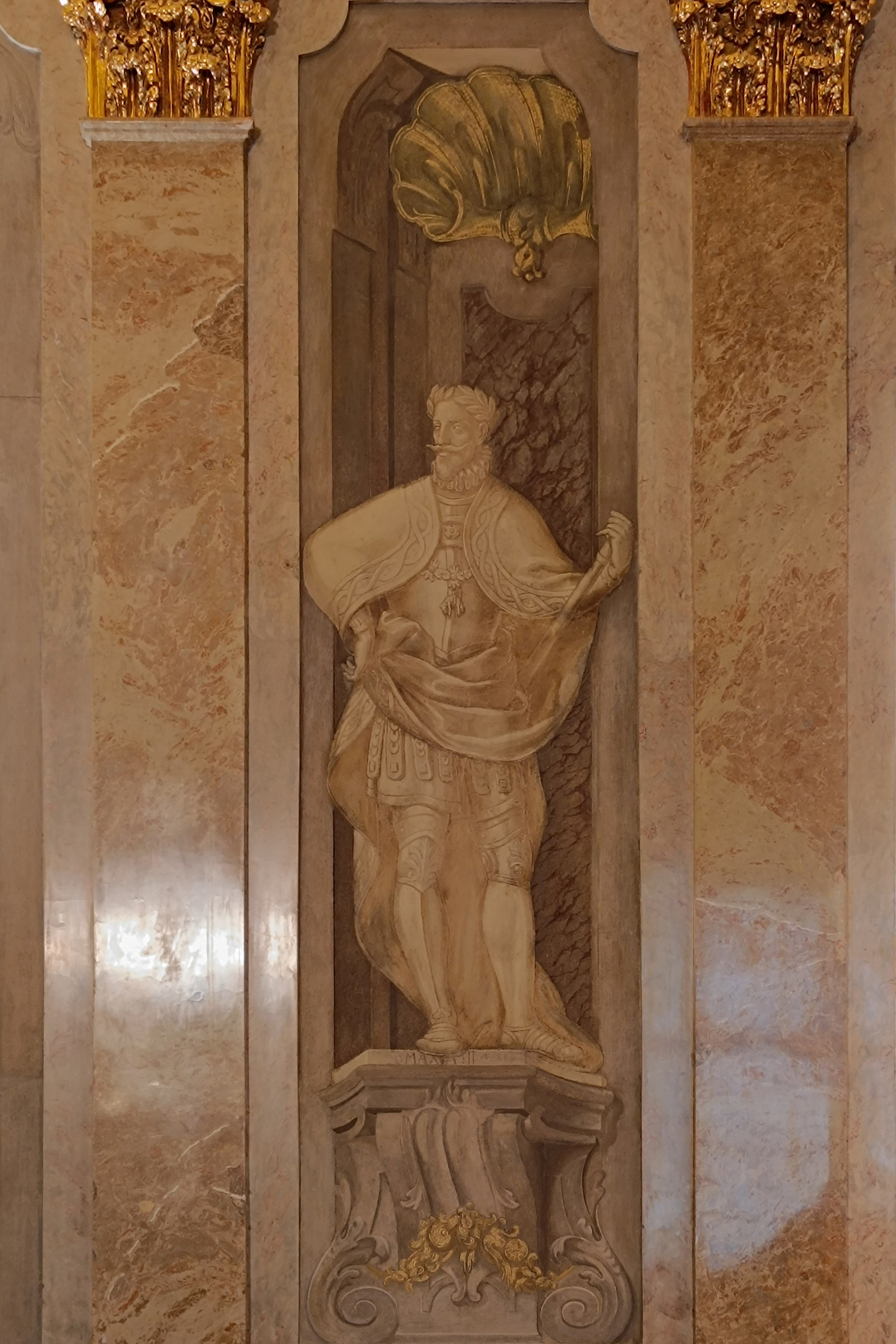
Maxmilián II.
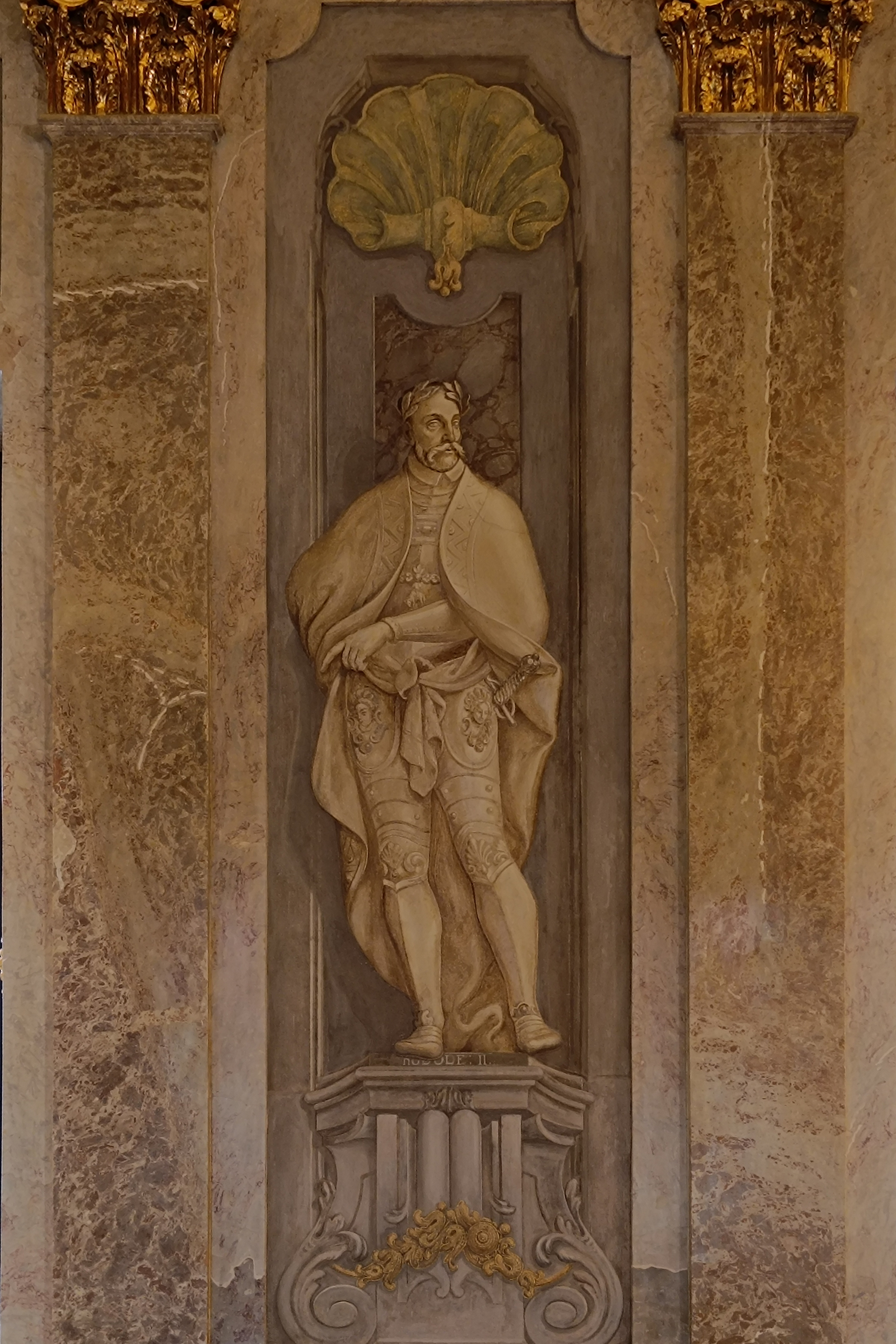
Rudolf II.
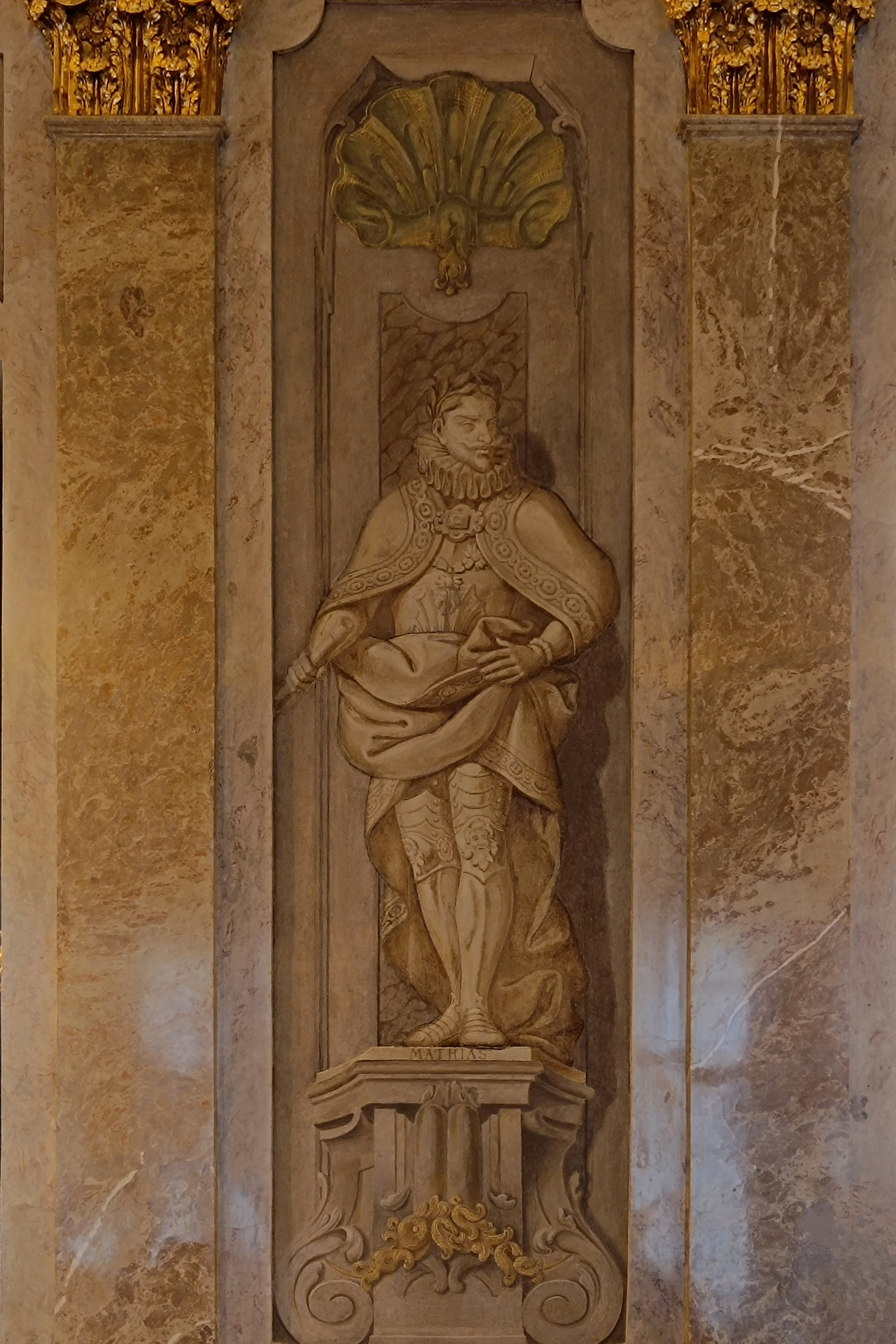
Matyáš
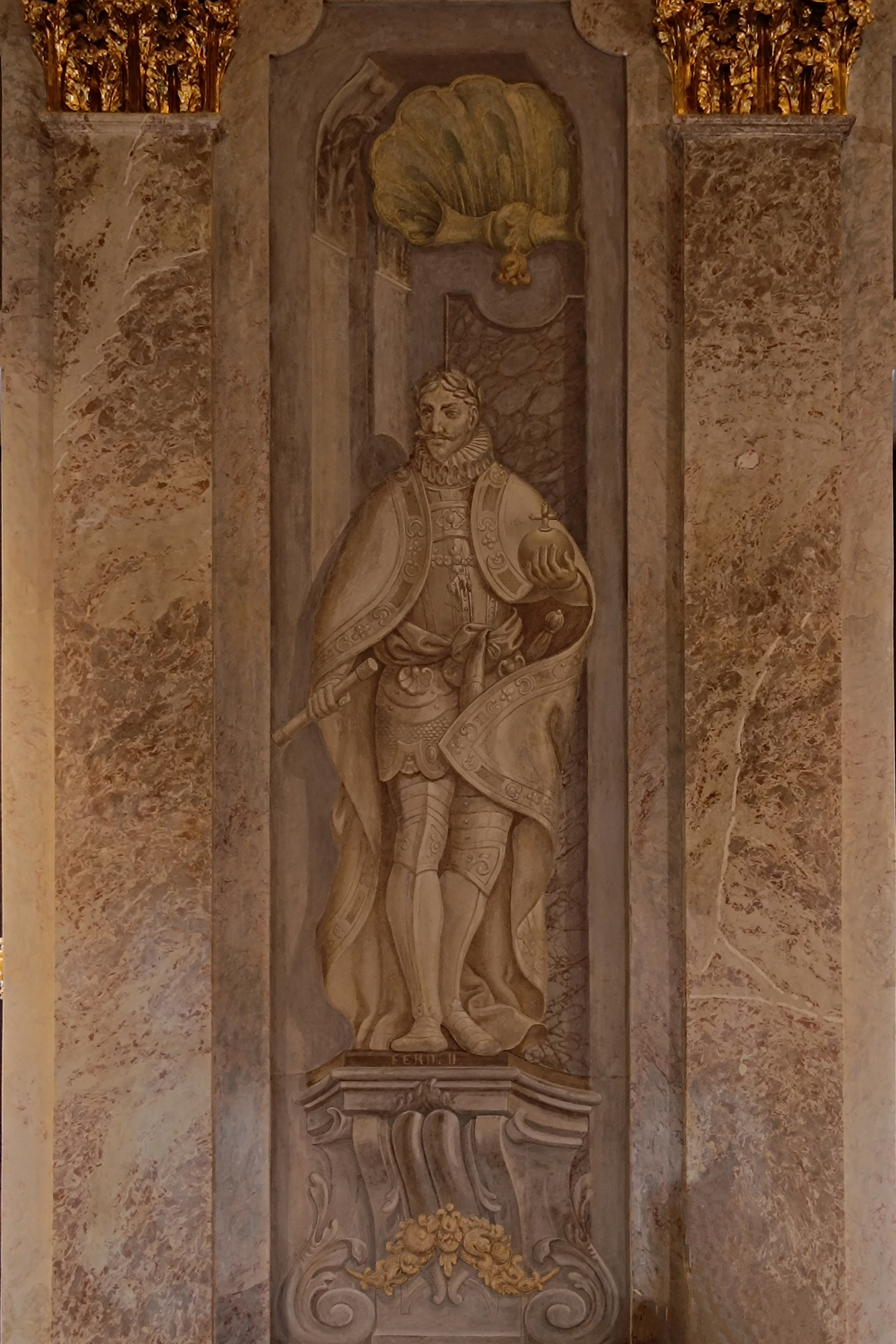
Ferdinand II.
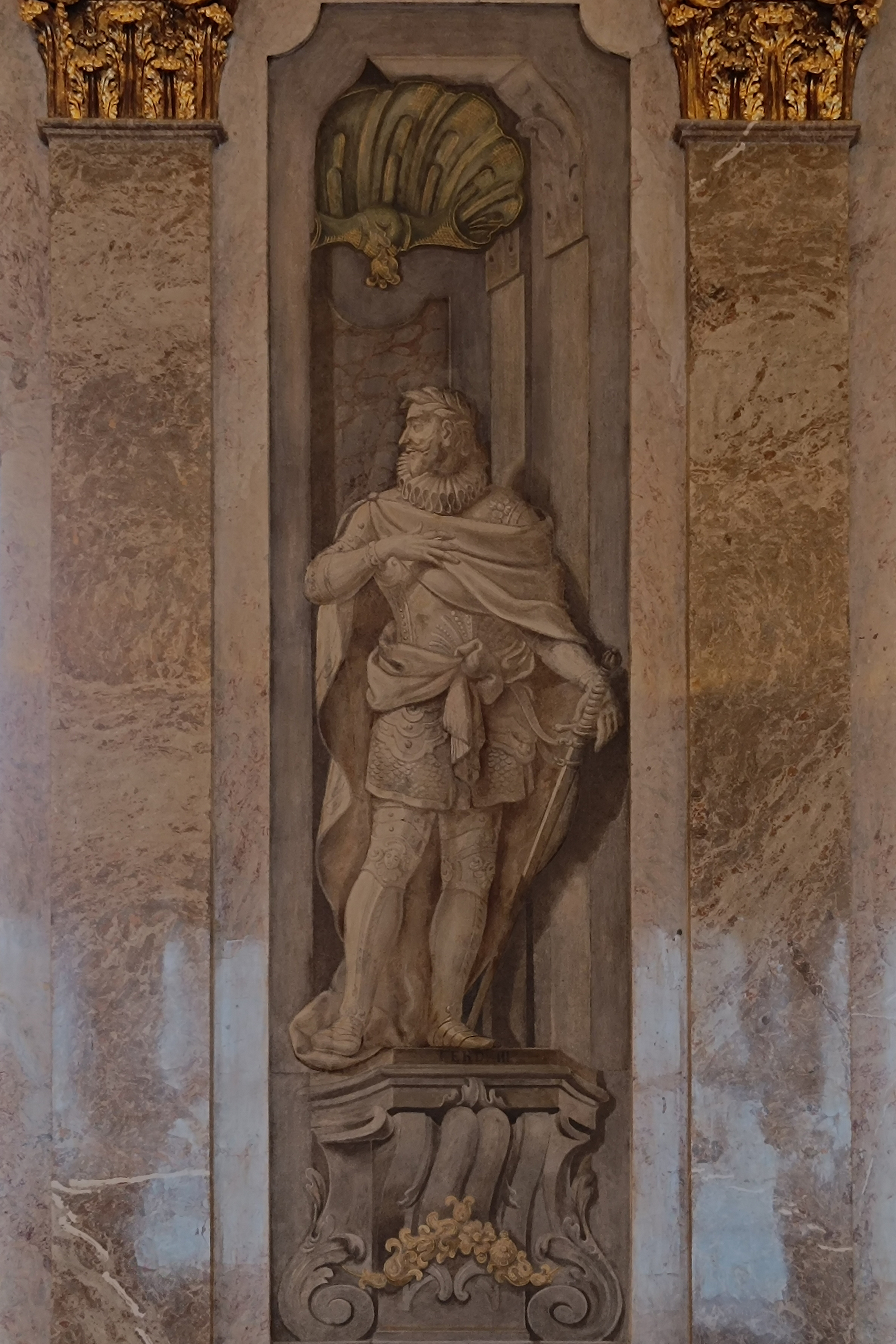
Ferdinand III.
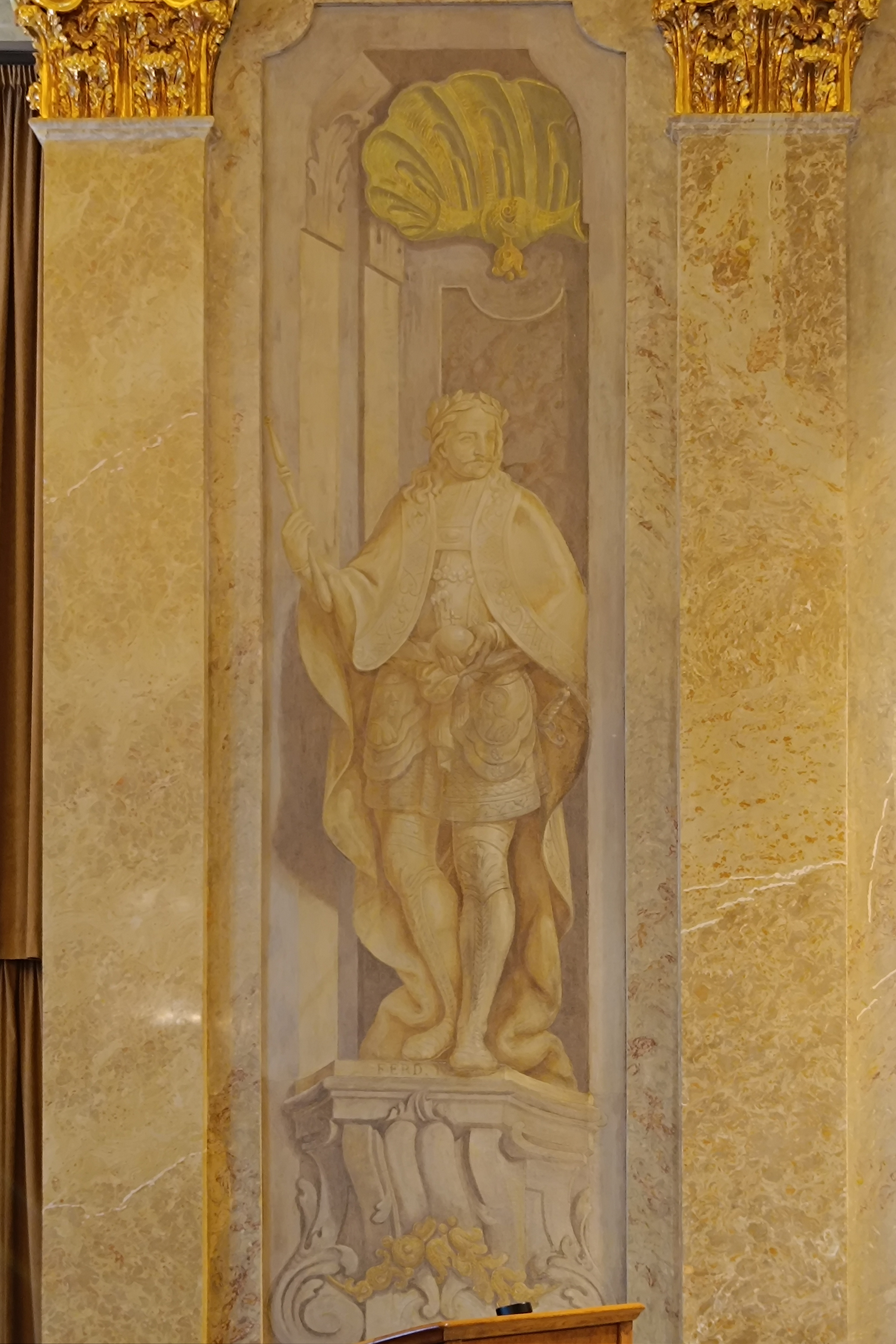
Ferdinand IV.
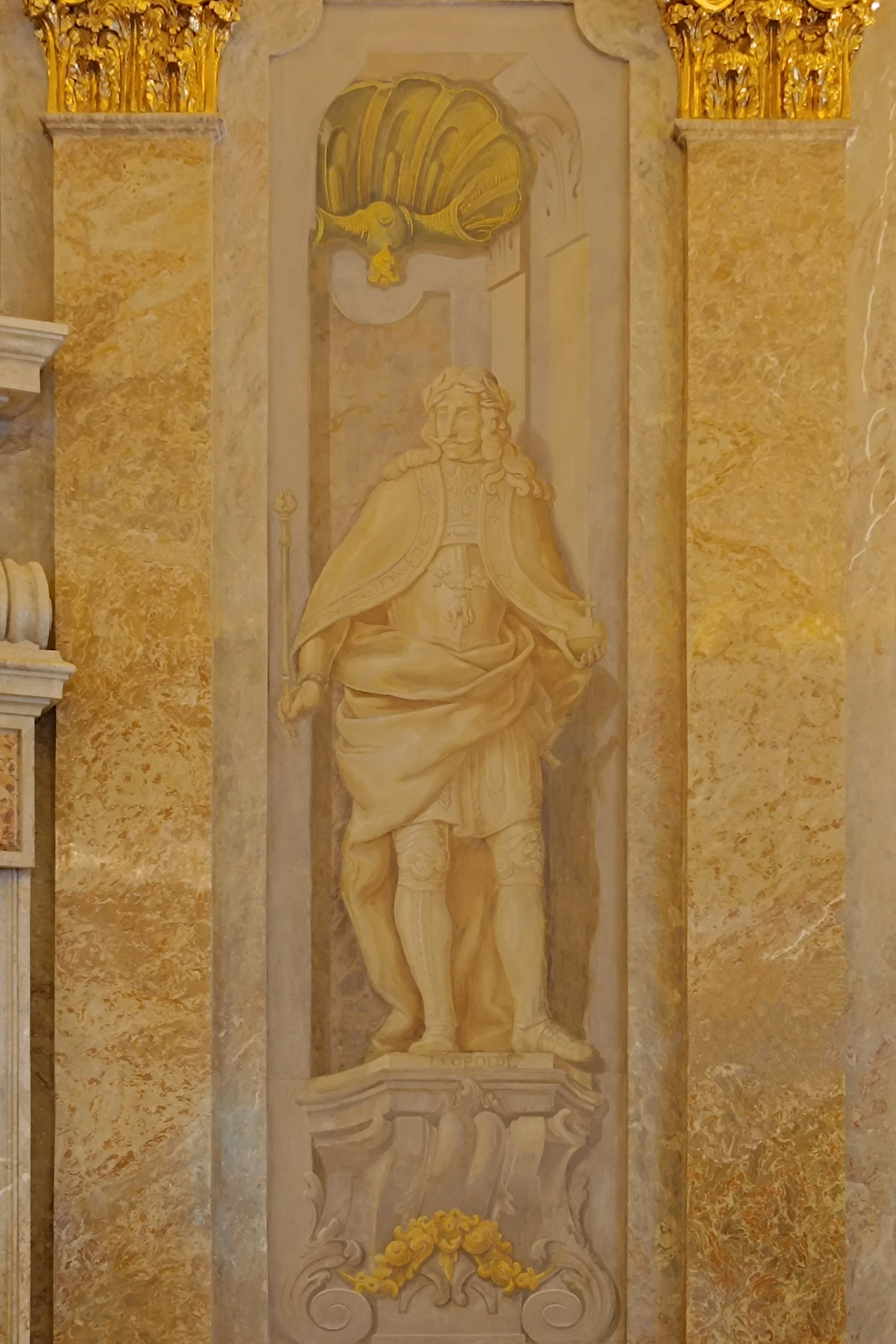
Leopold I.
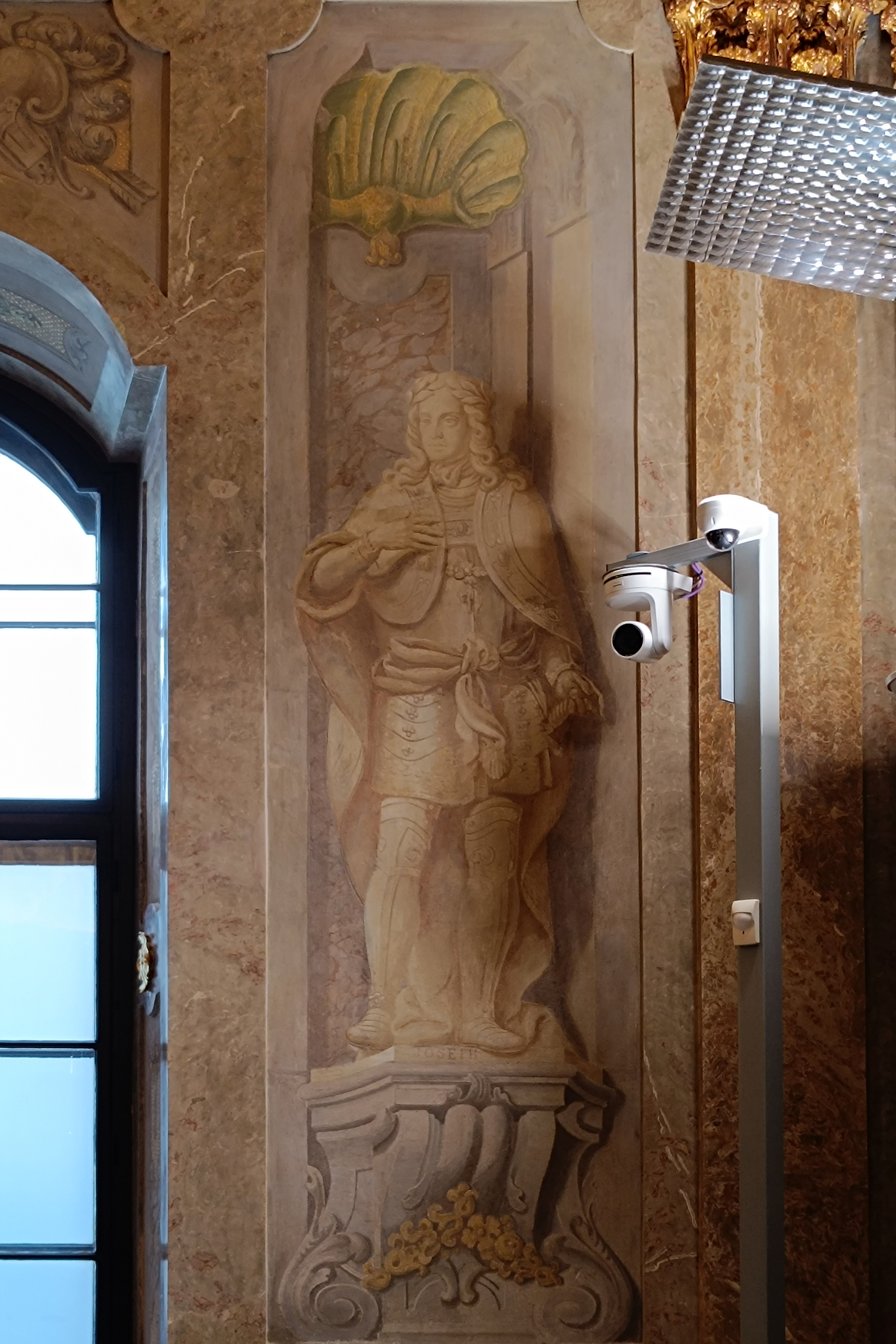
Josef I.
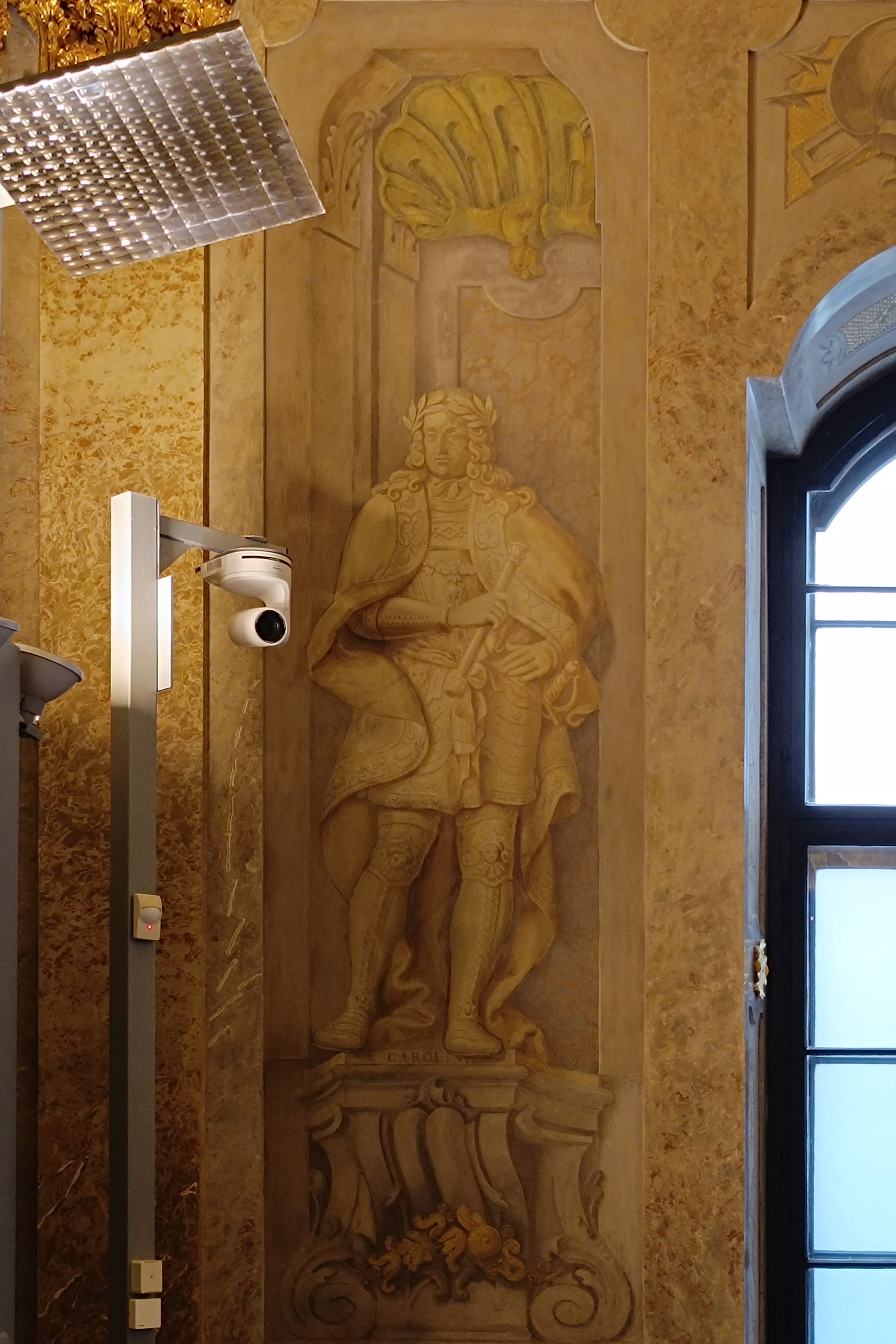
Karel VI.